# گودال پی
گودال پی (روسی: Котлован, kotlovan) رمانی تاریک، نمادین و نیمه‌طنز به قلم آندری پلاتونوف، نویسندهٔ اهل شوروی است. داستان این رمان دربارهٔ گروهی از کارگران است که قرار شده پیِ یک عمارت بزرگ را حفر کنند. این عمارت قرار است اقامتگاه باشکوه کارگران در آینده‌ای آرمانی باشد. اما کار پیوسته سخت‌تر و گودال عمیق‌تر می‌شود و رفته‌رفته معلوم می‌شود این گودال نه پی ساختمان، که گوری دسته‌جمعی است.
پلاتونوف در این اثر یکی از اولین دیستوپیاهای تحت کنترل حکومت را در قرن بیستم به تصویر می‌کشد. این رمان را معمولاً با هزار و نهصد و هشتاد و چهار جرج اورول و دنیای قشنگ نو آلدوس هاکسلی مقایسه می‌کنند، اما هر دو رمان انگلیسی مدت‌ها پیش از ترجمهٔ انگلیسی گودال پی منتشر شدند.
این اثر پلاتونوف نشان‌دهندهٔ تعارض برخاسته میان فردفرد جامعهٔ روس و حکومت شوروی است که در دههٔ ۱۹۲۰ هر چه بیشتر به سمت اشتراکی‌سازی پیش می‌رفت. گودال پی نقدی بر سیاست‌های داخلی ژوزف استالین است و مشروعیت هر رژیمی را که باور دارد هستی فرد فقط در قالب عضویت در یک کل بزرگ‌تر از خود معنا می‌یابد زیر سؤال می‌برد. رمان گودال پی در سال ۱۹۳۰ به پایان رسید، اما به دلیل سانسور تا سال ۱۹۸۷ در شوروی منتشر نشد.